# Maxi (chanteuse)
Pour les articles homonymes, voir Maxi.
Maxi, nom de scène d'Irene McCoubrey, née le 23 février 1950, est une chanteuse et animatrice radio irlandaise. Elle est la représentante de l'Irlande au Concours Eurovision de la chanson 1973 avec Do I Dream.

## Biographie
Troisième et dernier enfant de Madge et Sam, Maxi grandit à Harold's Cross et reçoit son surnom en raison des lettres "McC" dans son nom de famille.
Enfant, elle apprend le violon. En plus de chanter avec les Little Dublin Singers et les Young Dublin Singers, elle chante dans la chorale de l'école St Louis High School, Rathmines.
En 1964, l'animateur Eamonn Andrews veut créer un girl group pour chanter des chœurs pour son studio d'enregistrement, il choisit Maxi, Adele King et Barbara Dixon en raison de la sonorité des voix combinées ; les filles deviennent Maxi, Dick and Twink d'après leurs surnoms respectifs. Après sept ans à jouer ensemble, le groupe se dissout lorsqu'elles commencent à avoir des objectifs contradictoires.
À 23 ans, Maxi est choisie pour représenter la république d'Irlande au Concours Eurovision de la chanson 1973, interpréter Do I Dream. Lors du concours à Luxembourg, Maxi et la délégation irlandaise sont en désaccord sur l'arrangement de la chanson. Maxi refuse de se produire, Raidió Teilifís Éireann panique et fait venir Tina Reynolds concourir à sa place, ne donnant à cette dernière que le temps du vol depuis l'Irlande pour répéter la chanson. En fin de compte, Maxi se présente, la chanson finit à la dixième place. Reynolds représentera l'Irlande l'année suivante avec Cross Your Heart.
À la fin des années 1970, Maxi postule pour rejoindre le nouveau girl group Sheeba. Bien qu'elle fût d'abord refusée en raison de son âge (28 ans), elle rejoint Marion Fossett et Frances Campbell en tant que troisième membre. Le groupe participe au Concours Eurovision de la chanson 1981, Horoscopes est cinquième. Après avoir voyagé en Hollande et à Londres pour enregistrer les morceaux d'un nouvel album, les trois femmes de Sheeba sont hospitalisées à l'hôpital universitaire de Mayo après un accident de la circulation à Castlebar ; La blessure à la tête de Maxi cause une amnésie et nécessite plus de 100 points de suture chirurgicale, Fossett a des blessures au visage et Campbell a un pneumothorax. Sheeba est abandonnée par leur maison de disques, car leur rétablissement prend trop de temps, le groupe se sépare, les chanteuses se consacrent à des carrières solos.
En 1985, Maxi rejoint le supergroupe irlandais The Concerned (qui comprend également Dave Fanning, Pat Kenny, Gerry Ryan, Linda Martin, Christy Moore, Mary Black, Adele King, Maura O'Connell, Freddie White, Eamon Carr, Johnny Duhan, Dave King, Clannad, The Blades, Stockton's Wing, The Golden Horde et Those Nervous Animals) pour enregistrer le disque caritatif Show Some Concern en soutien à Concern Worldwide. La chanson est numéro un en Irlande en mars et avril 1985.
Maxi est attirée par la radio depuis l'enfance. Après l'accident de la circulation, Maxi se lance dans cette carrière sur le conseil de Pete Murray et parce que le traitement médical après l'accident a nécessité de se raser la tête.
À l'automne 1994, Maxi anime une émission de BBC Radio 2 le samedi. Maxi présente Late Date (de minuit à 2 heures du matin) sur RTÉ 2fm pendant onze ans. Elle vient à la télévision avec le jeu Name That Tune est la première présentatrice de Rapid Roulette puis revient à la radio avec The Risin' Time sur RTÉ Radio 1.
Elle tombe malade en octobre 2011 et se retire alors de la chanson. Elle annonce la fin de sa carrière d'animatrice le 23 février 2015.